# Shimano
Shimano Inc. er et multinationalt, japansk selskab, der sælger sportudstyr; mere specifikt cykeludstyr, fiskeriudstyr og snowboardingtilbehør.

## Historie
Familiefirmaet blev grundlagt i 1921. Et af de første produkter selskabet producerede var tandhjul. I midten af 1950'erne startes produktionen af gear til cykler – både ind- og udvendige. I 1970 startes produktionen af fiskeudstyr. Gennem opkøb i 1997 bevæger selskabet sig inden for snowboarding.
Selskabet er i dag særdeles aktive i sportverdenen med et sponsorat til cykelholdet Skil-Shimano.